# Les Masques de Satan
Pour plus de détails, voir Fiche technique et Distribution.
Les Masques de Satan (The Masks of the Devil) est un film américain réalisé par Victor Sjöström, sorti en 1928.

## Synopsis
Le baron Reiner est un aristocrate viennois sans scrupules, qui s'entiche de Virginia, une innocente écolière qui est fiancée à son meilleur ami, Manfred. Dans le but de conquérir la jeune fille, le baron finance pour son ami une expédition océanographique qui doit l'éloigner plusieurs mois de la capitale autrichienne.

## Fiche technique
- Titre original : The Masks of the Devil
- Titre français : Les Masques de Satan
- Réalisation : Victor Sjöström
- Scénario : Frances Marion et Svend Gade d'après le roman de Jakob Wassermann
- Direction artistique : Cedric Gibbons
- Costumes : Adrian
- Photographie : Oliver T. Marsh
- Montage : Conrad A. Nervig
- Société de production : Metro-Goldwyn-Mayer
- Pays d'origine : États-Unis
- Format : Noir et blanc - 1,33:1 - Film muet
- Genre : drame
- Durée : 80 minutes
- Date de sortie : 1928
- Affiche : Roland Coudon (France)

## Distribution
- John Gilbert : Baron Erwin Reiner
- Alma Rubens : Comte Zellner
- Theodore Roberts : Comte Palester
- Frank Reicher : Comtesse Zellner
- Eva von Berne (en) : Virginia
- Ralph Forbes : Manfred
- Ethel Wales : la tante de Virginia
- Polly Ann Young : la danseuse